# Pancorius hainanensis
Pancorius hainanensis là một loài nhện trong họ Salticidae.
Loài này thuộc chi Pancorius. Pancorius hainanensis được Da-xiang Song & Jian-yuan Chai miêu tả năm 1991.